# 诺布顿珠
雷·巴哈杜尔·诺布顿珠（藏語：ནོར་བུ་དོན་འགྲུབ，威利转写：nor bu don 'grub，1884年—1944年），藏族，英国驻拉萨使团官员，外交家。:226

## 生平
诺布顿珠于1884年（一说1888年）出生于大吉岭（一说噶伦堡）的一户普通商人家庭，曾就讀大吉嶺政府中學。:22616岁时，被英国人鄂康诺选为翻译员，参与到荣赫鹏入侵拉萨的军事行动，后担任驻江孜办事员。1923年，他獲得雷·巴哈杜爾的頭銜。1927年，達頼喇嘛任命他為藏軍代本。英国驻拉萨使团於1936年成立前，他曾訪問拉薩15次，與西藏領袖人物建立了良好的關係。他要見達頼喇嘛很容易，拉薩的貴婦們也樂意提供他內幕消息。1937年至1939年，他担任英国驻拉萨使团团长，並兼任英国驻亚东商务委员到1942年退休。:126-127 